# Démolition-reconstruction
 (mai 2018).
Une démolition-reconstruction est un acte de travaux ayant trait au BTP.
Dans certains cas, quand le projet de démolition vise à récupérer, recycler, réutiliser ou valoriser des matériaux, on parle de déconstruction)-reconstruction.
À l'avenir le BIM va probablement de plus en plus contribuer à une évolution de la démolition vers la déconstruction.

## Définition
Une démolition-reconstruction est un type de travaux qui consiste à détruire un bâtiment (ou un espace construit) pour en construire un autre à la place, soit en raison de la vétusté du bâti, soit dans l'idée que la nouvelle construction sera de meilleure qualité ou répondra à des besoins nouveaux, qui ne pouvaient auparavant être satisfaits.

## Étude de cas
Les démolition-reconstructions donnent souvent lieu à des constructions marquantes, avec une dimension historique plus ou moins prononcée.
À titre d'exemple, la ville de Paris, sous l'ère Haussmann, connut de très grandes transformations, qui, à grands moyens, ont permis le dégagement de voies de circulation, la construction de bâtiments remarquables et monumentaux dans la cité intra-muros. Cet acte fondateur marque la naissance de l'urbanisme.